# دار المعرفة (لبنان)
دار المعرفة للطباعة والنشر - هي مؤسسة ثقافية تعنى بتحقيق ونشر التراث الإسلامي والعربي- مقرها لبنان.
أسس إبراهيم فولادكار (أبو إسماعيل) عام 1969م دار المعـرفة للطباعة والنشر في بيروت إيمانا منه بدورها الرائد في الثقافة العربية والإسلامية، وعمل على البحث عن المخطوطات والكتب القديمة من المكتبات الخاصة بأهل العلم في حلب والقاهرة، واختار منها ما هو مهم ونفيس وجدير بالنشر، فأصدر على سبيل المثال وليس الحصر {دائرة المعارف 1/11 لبطرس البستاني} بعد أن جمع أجزاءها من أماكن مختلفة، فطبعت في 11 مجلداً، وأصدر أيضاً {كتاب المبسوط - للسرخسي في 15 مجلداً}، ونشر الكثير من الكتب الإسلامية والثقافية.
وفي عام 1978م تُوفي مؤسس الدار إبراهيم فولادكار، وتابعت الدار مسيرتها الثقافية بإدارة أولاده فعملوا على إصدار الكثير من المخطوطات والكتب القيمة في مجالات شتى، وأنشؤوا مكتباً للتحقيق ترأسه الأستاذ الدكتور يوسف المرعشلي لفترة طويلة من الزمن، ومن بعده ترأسه الدكتور الشيخ خليل شيحا، وأنشؤوا أيضاً مكتباً للتصحيح اللغوي، إيماناً منهم بأن الكتاب هو المصدر الموثوق للأفكار والعلوم والباقي على مر الأزمان مهما تعددت وسائل البحث.
ساهمت دار المعرفة منذ خمسة وأربعين عاماً بنشر أمهات الكتب والمصادر في شتى علوم المعرفة وخاصة كتب اللغة العربية ومصادر الفقه الإسلامي والتفسير للقرآن الكريم.
اهتمت دار المعـرفة بطباعة ونشر القرآن الكريم تقرباً إلى الله تعالى، ففي عام 1982م كلفت الخطاط - علي شوربا - بكتابة المصحف الشريف برواية حفص، بخطه المميز وأخضعت هذه الصحائف للمراقبة والضبط واعتنت بإخراجه وطبعه بأجود ما يليق بكلام الله سبحانه وتعالى بحيث أصدرت الطبعة الأولى منه عام 2012م – 1432هـ.
كما اعتنت عناية خاصة بكتب الحديث النبوي الشريف من تحقيق وتصنيف وفهرسة عامة وأصدرتها بطبعات مميزة من حيث الخدمة العلمية والجودة في الإخراج مما تشهد له الجامعات وطلاب العلم. وأخيراً وليس آخراً، في عام 2013م تم إصدار ولأول مرة في العالم الإسلامي والعربي: «موسوعة المعجم المفهرس لألفاظ الحديث البنوي الشريف» في 21 مجلداً.
وهي أول موسوعة كاملة للحديث النبوي الشريف، شاملة لكتب أئمة الحديث الستة، تضم النص الكامل للحديث مع شرح غريبها من كتاب النهاية في غريب الحديث لابن الأثير.
كما ساهمت في نشر الفكر الإسلامي في شتى العلوم لمؤلفين معاصرين ومميزين على سبيل المثال وليس الحصر:
الأستاذ الدكتور زغلول النجار – الدكتور محمد سليم العوا – الدكتور علي الصلابي – الدكتور أحمد الكبيسي - الدكتور الشيخ خالد الجندي – الداعية عمرو خالد – وغيرهم...
التزمت دار المعرفة للطباعة والنشر في مشوارها الطويل بالأخلاق الإسلامية وبمعايير الجودة في النشر فتميزت إصداراتها بالثقة العلمية.
وتشارك الدار في جميع معارض الكتاب الدولية في البلدان العربية إيماناً منها بأصالة الكتاب في نشر الثقافة ورقي الشعوب. جاهدةُ في نشر الجديد من كنوز العلوم العربية، لتقدمه للقارئ الكريم بتحقيق علمي وإخراج فني لائق.
- عضو في اتحاد الناشرين اللبنانيين.
- عضو في اتحاد الناشرين العرب.